# لاسینگ
لاسینگ (به آلمانی: Lassing) یک منطقهٔ مسکونی در اتریش است که در ناحیه لیتسن واقع شده‌است. لاسینگ ۳۷٫۲ کیلومتر مربع مساحت دارد ۷۸۲ متر بالاتر از سطح دریا واقع شده‌است.